# Escudo de Salas

El escudo del concejo asturiano de Salas es cuarteado en cruz.
- En el cuarto superior izquierdo observamos un Castillo de Piedra del que sale un león, teniendo tres veneras de plata, una a cada lado y otra en punta.

- En el cuarto superior derecho tenemos un león sujetando un báculo y en posición de adiestramiento de un castillo. La punta, de sinople, con dos columnas, de oro, puestas en aspa.

- En su cuarto inferior izquierdo encontramos cinco representaciones femeninas rodeadas por dos serpientes anudadas.

- Por último su cuarto inferior derecho nos muestra, entre 4 fajas, diez roeles de gules que presentan en su interior una cruz.

Simbolizan, en el mismo orden, las armas del linaje de Salas, a la congregación pucelana de la orden de los Benedictinos, las armas de Miranda y el linaje de la familia Valdés.
Al timbre la corona del Príncipe de Asturias.
Este escudo fue improvisado por Octavio Bellmunt y Fermín Canella para ilustrar su obra "Asturias", careciendo actualmente de sanción legal alguna. 
- Datos: Q5838249